# Pattinaggio di figura agli VIII Giochi olimpici invernali
Agli VIII Giochi olimpici invernali del 1960 a Squaw Valley (Stati Uniti), vennero assegnate medaglie in tre specialità del pattinaggio di figura. Le gare si disputarono alla Blyth-Memorial Arena.

## Programma
| Pattinaggio di figura agli VIII Giochi olimpici invernali | Pattinaggio di figura agli VIII Giochi olimpici invernali | Pattinaggio di figura agli VIII Giochi olimpici invernali | Pattinaggio di figura agli VIII Giochi olimpici invernali | Pattinaggio di figura agli VIII Giochi olimpici invernali | Pattinaggio di figura agli VIII Giochi olimpici invernali | Pattinaggio di figura agli VIII Giochi olimpici invernali | Pattinaggio di figura agli VIII Giochi olimpici invernali | Pattinaggio di figura agli VIII Giochi olimpici invernali | Pattinaggio di figura agli VIII Giochi olimpici invernali | Pattinaggio di figura agli VIII Giochi olimpici invernali | Pattinaggio di figura agli VIII Giochi olimpici invernali |
| Eventi / Giorni                                           | Febbraio 1960                                             | Febbraio 1960                                             | Febbraio 1960                                             | Febbraio 1960                                             | Febbraio 1960                                             | Febbraio 1960                                             | Febbraio 1960                                             | Febbraio 1960                                             | Febbraio 1960                                             | Febbraio 1960                                             | Febbraio 1960                                             |
| Eventi / Giorni                                           | 18                                                        | 19                                                        | 20                                                        | 21                                                        | 22                                                        | 23                                                        | 24                                                        | 25                                                        | 26                                                        | 27                                                        | 28                                                        |
| --------------------------------------------------------- | --------------------------------------------------------- | --------------------------------------------------------- | --------------------------------------------------------- | --------------------------------------------------------- | --------------------------------------------------------- | --------------------------------------------------------- | --------------------------------------------------------- | --------------------------------------------------------- | --------------------------------------------------------- | --------------------------------------------------------- | --------------------------------------------------------- |
| Maschile                                                  |                                                           |                                                           |                                                           |                                                           |                                                           |                                                           | Obbligatori                                               | Obbligatori                                               | Liberi                                                    |                                                           |                                                           |
| Femminile                                                 |                                                           |                                                           |                                                           | Obbligatori                                               | Obbligatori                                               | Liberi                                                    |                                                           |                                                           |                                                           |                                                           |                                                           |
| Coppie                                                    |                                                           | Finale                                                    |                                                           |                                                           |                                                           |                                                           |                                                           |                                                           |                                                           |                                                           |                                                           |

## Podi
| Evento               | Oro                        | Perform. | Argento                           | Perform.  | Bronzo                           | Perform.  |
| Maschile (dettagli)  | David Jenkins              | 8/1440,2 | Karol Divín                       | 9/1414,3  | Donald Jackson                   | 14/1401,0 |
| Femminile (dettagli) | Carol Heiss                | 9/1390,1 | Sjoukje Dijkstra                  | 20/1424,8 | Barbara Ann Roles                | 22/1414,9 |
| Coppie (dettagli)    | Barbara Wagner Robert Paul | 7/80,4   | Marika Kilius Hans-Jürgen Bäumler | 19/76,8   | Nancy Ludington Ronald Ludington | 27,5/76,2 |

## Medagliere
| Posizione | Paese          |   |   |   | Totale |
| --------- | -------------- | - | - | - | ------ |
| 1         | Stati Uniti    | 2 | 0 | 2 | 4      |
| 2         | Canada         | 1 | 0 | 1 | 2      |
| 3         | Cecoslovacchia | 0 | 1 | 0 | 1      |
| 3         | Germania       | 0 | 1 | 0 | 1      |
| 3         | Paesi Bassi    | 0 | 1 | 0 | 1      |
| Totale    | Totale         | 3 | 3 | 3 | 9      |